# Anemia guatemalensis
Anemia guatemalensis är en ormbunkeart som beskrevs av William Ralph Maxon. Anemia guatemalensis ingår i släktet Anemia och familjen Anemiaceae. Inga underarter finns listade.